# ジョージ・エヴァンス (第3代カーベリー男爵)
第3代カーベリー男爵ジョージ・エヴァンス（英語: George Evans, 3rd Baron Carbery、1730年代生 – 1783年5月26日）は、アイルランド貴族。

## 生涯
第2代カーベリー男爵ジョージ・エヴァンスとフランシス・フィッツウィリアム（Frances Fitzwilliam、1789年7月30日没、第5代フィッツウィリアム子爵リチャード・フィッツウィリアムの娘）の息子として生まれた。
1759年2月2日に父が死去すると、カーベリー男爵の爵位を継承した。同時に父の財産も継承したが、父の債務と家族への支払いをしなければならず、1760年には最初の半年間の収入から1,000ポンドを母に、4,000ポンドを弟ジョンと姉妹のフランシスに支払った。
1760年2月7日にジュリアナ・ノエル（Juliana Noel、1760年12月18日没、第4代ゲインズバラ伯爵バプティスト・ノエルの娘）と結婚、1女をもうけた。
- ジュリアナ（1760年 – 1807年5月20日） - 1782年4月16日、エドワード・ハートップ・ウィグリー（Edward Hartopp Wigley）と結婚

1762年12月13日、エリザベス・ホートン（Elizabeth Horton、1789年6月14日没、クリストファー・ホートンの娘）と再婚、2男をもうけた。
- 男子（1764年3月15日没） - 夭折[1]
- ジョージ（1766年2月18日 – 1804年12月31日） - 第4代カーベリー男爵[1]

1783年5月26日にラクストンで死去、息子ジョージが爵位を継承した。